# Показанов, Павел Осипович
Павел Осипович Показанов (также упоминается как Иосифович, 1893, село Кама, Камская волость, Каинский уезд —28 июля 1919) — русский советский военный, участник Первой мировой и Гражданской войн, полный кавалер Георгиевского креста.

## Биография
Павел Показанов родился в 1893 году. Уроженец села Кама, тогда Камская волость Каинского уезда, современный Куйбышевский район Новосибирской области. Из семьи крестьянина-середняка.
В 1914 году был призван на службу в артиллерийские войска. Окончил учебную команду, получил звание младшего унтер-офицера и направлен на фронт. За проявленную в боевых действиях храбрость удостоен Георгиевского креста (все степени) и звания прапорщика. В 1916 году был ранен, лечился в петроградском госпитале. После выздоровления был направлен в гарнизон (артиллерийский полк). В 1917 году после революции был выбран в солдатский полковый комитет на должность председателя, стал членом социал-демократической рабочей партии (большевиков).
В ходе большевистского переворота принимал участие в разоружении Михайловского юнкерского училища. После этого был направлен в город Омск и назначен там первым военным комендантом города и станции, однако по причине болезни был демобилизован и вернулся на родину. Был участником установления власти Советов в родном уезде, активно занимался этим. В 1917 году был направлен в волость военной комендатурой Омска, избран членом исполкома Совета волости и получил назначение на должность военного комиссара (та же волость). В 1918 году входил в первый Совет депутатов, числился комиссаром.
После начала гражданской войны возглавил созданный камскими большевиками партизанский отряд, который и организовал. Был вместе с другими партизанами выдан местным попом Нестеровским, схвачен врагами. Расстрелян в 1919 году, 28 июля в роще около родного села. Перед гибелью, отдавая супруге свою фуражку офицера, говорил: «Голова, носившая эту фуражку, погибает не даром. Не плачьте обо мне. Дело, за которое мы гибнем, будет жить. Его продолжат наши товарищи».